# Пудретеит
Пудретеитът е изключително рядък минерал и скъпоценен камък, открит за първи път като миниатюрни кристали в Мон Сен Илер, Квебек, Канада, през 60-те години на ХХ век. Минералът е кръстен на семейство Пудрет, тъй като то управлява кариера в района на Мон Сен Илер, където първоначално е открит пудретеитът. Кариерата в момента е собственост на базираната в Обединеното кралство Salmon Mining Industries Inc. Пудретеитът има едва забележима радиоактивност.